# مارتن كوكوتشين
مارتن كوكوتشين (1860- 1928) كاتب نثري وكاتب مسرحي سلوفاكي، ويعد أحد مؤسسي النثر السلوفاكي الحديث.

## حياته
كان مارتن كوكوتشين، وهو الاسم المستعار لماتاي بنسور، أحد ممثلي الواقعية الأدبية السلوفاكية المهمين، وقد عمل طبيباً في براغ، وكرواتيا-على جزيرة براتش (بكرواتيا)، ولاحقاً بأمريكا الجنوبية، في تشيلي والأرجنتين. وتنعكس كل هذه الأماكن في عمله الأدبي. دَرَسَ بالمدرسة الثانوية بمدينة «سوبرون المجرية.» تعلم كوكوتشين للغة الإنجليزية خلال سنواته بالمدرسة الثانوية، قبل بداية دراسته الجامعية، أنه كان يخطط بالفعل في ذلك الوقت للاستقرار خارج البلاد بعد إنهاء دراسته«بكلية الطب», استخدم «كوكوتشين» العديد من الأنواع المختلفة للخطوط الاختزالية التي قام بإثرائها بالحروف الاختزالية الخاصة به، لذلك لم تكن ملاحظاته مفهومة للقراء الآخرين. في عام 1943، تولى خبير الشفرات وأمين المكتبة «لاديسلاو لورنس» مهمة فك شفرة ملاحظات كوكوتشين. تمكن«لورنس»، قبل وفاته في عام 1964، من إعادة كتابة معظم سجلات كوكوتشين المكتوبة بالطريقة الاختزالية. تضمن إرثه الأدبي سجلات مكتوبة بالخط الاختزالي، بالإضافة إلى المخطوطات الأصلية الخاصة به باللغة السلوفاكية. من المفترض أن كوكوتشين بدأ باستخدام الكتابة الاختزالية عام 1910 خلال ممارسته للطب، عند كتابة الوصفات وتوثيق الإجراءات الطبية. وفي النهاية، أصبحت الكتابة بهذه الطريقة أمراً تلقائياً بالنسبة له لدرجة استخدامه لها عند كتابة أعماله ومقتطفاته وملاحظاته الأدبية.

## دفتر حساب كوكوتشين
يظهر هنا دفتر الحساب المصرفي الخاص بمارتن كوكوتشين. فُتح دفتر الحساب لكوكوتشين في 31 ديسمبر 1910، وهو يحتوي على سجل المستحقات التي تقاضاها نظير عمله الأدبي. كان كوكوتشين يعيش في تلك الفترة في أمريكا الجنوبية ولم يكن حتى مواطناً مجرياً. ورغم أن اسمه الحقيقي هو ماتاي بنسور، إلا أن دفتر الحساب صدر باسمه المستعار مارتن كوكوتشين. أُجريت التعاملات المقيدة في دفتر الحساب لسبع سنوات، وذلك في غياب المالك وبدون توقيعاته. فتح مصرف تورتشيانسكا التشاركي للتوفير دفتر الحساب بوثيقة رقم 3050 (مارتن، سلوفاكيا)، ووهو محفوظ في الوقت الحالي كأحد المقتنيات الفريدة من حياة هذا الكاتب المهم. كان د. جوزيف شكولتيتي (1853-1948) على الأرجح الرجل الذي فتح دفتر الحساب وحافظ عليه، وهو أحد أصدقاء كوكوتشين ومدير«ماتيكا سلوفينسكا»(المؤسسة السلوفاكية) فيما بعد. وقد أتت الوثيقة للمكتبة الوطنية السلوفاكية من ممتلكات شكولتيتي.

## وصلات خارجية
- مارتن كوكوتشين على موقع IMDb (الإنجليزية)
- مارتن كوكوتشين على موقع قاعدة بيانات الفيلم (الإنجليزية)

- سلوفاكيا الوطنية
- الرقمية العالمية